# Ocean Airlines
Ocean Airlines S.p.A. — бывшая грузовая авиакомпания, базировавшаяся в городе Брешиа, Италия. Она осуществляла грузовые воздушные перевозки в Азию и Африку. Её основной базой был аэропорт Брешиа.

## История
Авиакомпания была основана в сентябре 2003 года и начала коммерческие перевозки в ноябре 2004 года. Ею владели: Finrep (40 %), Ined Holdings (40 %) и ITAL Aviation (20 %). На март 2007 года её штат составлял 100 сотрудников..
С октября 2007 года Ocean Airlines прекратила перевозки, а в апреле 2008 года она была ликвидирована.

## География полётов
Ocean Airlines осуществляла полёты со своей базы в Брешиа по следующим направлениям:
- Ангола — Луанда
- Китай — Гонконг, Шанхай
- Япония — Нагоя
- Казахстан — Алма-Ата
- Кыргызстан — Бишкек
- Пакистан — Лахор
- Турция — Стамбул
- Объединённые Арабские Эмираты — Абу-Даби

## Флот
Флот Ocean Airlines на ноябрь 2007 года состоял из следующих судов:

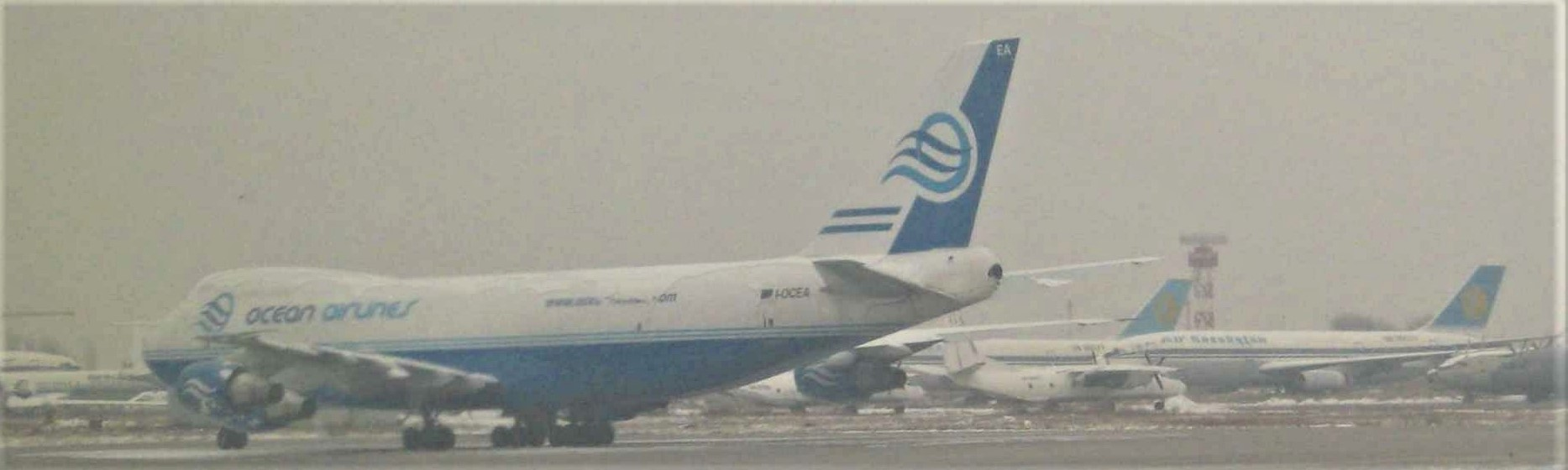
17 декабря 2007 года. Boeing 747-200F авиакомпании Ocean Airlines в аэропорту Алма-Аты, Казахстан. Бортовой номер I-OCEA

- 4 Boeing 747-200F